# Giobbe Giopp
Giobbe Giopp (Lamon, 28 de enero de 1902 - Ciudad de México, 1983) fue un Ingeniero y antifascista italiano.

## Biografía

### Primeros años
Nació en Lamon, Véneto, en 1902; fue hijo de Luigi y Lucia Melchioretto. Estudió ingeniería en la Universidad de Milán, fue miembro del partido republicano y de la masonería.

### Relacionamiento con el antifascismo
Según la nota de un informante de la policía, un enviado del frente antifascista expatriado en Francia debería haber llegado a Milán con un pequeño paquete que contenía algo muy importante. Las fuerzas policiales inmediatamente sospecharon que se trataba de una bomba; por lo tanto, habiendo identificado al mensajero, esperaron a conocer al destinatario para arrestarlo. El casquillo fue abierto y revisado. El informe del jefe de la policía arrojó lo siguiente:

La misteriosa carcasa estaba realmente empaquetada de una manera especial, ya que encerraba unos tubos que contenían un líquido en el que se ahogaba una sustancia altamente incendiaria, fósforo puro. En esencia, era un prototipo de bomba incendiaria.
Del informe de Guido Leto.

Giopp fue acusado de estar entre los responsables de la masacre perpetrada con el fallido intento de asesinato de Víctor Manuel II el 12 de abril de 1928 en la Feria de Milán. En julio fue enviado a prisión interna en Ponza.

### Huida de Milán
En julio de 1930, tras haber obtenido un breve permiso para volver a Milán a realizar unos exámenes universitarios, Giopp huyó a Francia, donde se unió a la concentración antifascista. En cuanto a la fuga, Leto escribió que "el ingeniero Giopp, en Milan, disfrazado de sacerdote, eludió la vigilancia de los agentes de escolta y se hizo ilocalizable". Son muchas las dudas sobre la veracidad de esta versión y, en particular, sobre el hecho de que Giopp realmente pudiera haber eludido a la escolta policial disfrazado de sacerdote. El 6 de diciembre de 1930, Giopp publicó un artículo en el periódico Manchester Guardian en el que relataba sus peripecias en Italia y acusaba a la policía de intentar culparle del atentado contra Víctor Manuel II en la feria de Milán.

Los primeros días de mayo, tres señores, que se declaraban inspectores de policía, me hicieron comparecer ante ellos, me anunciaron que me fusilarían si no mencionaba los nombres de mis cómplices, abrieron una carpeta en la que estaba escrito "Oficina de Prensa". del Jefe de Gobierno" y me dieron a conocer tres diarios: "Corriere della Sera", "Giornale d'Italia", "Ambrosiano". En la primera página, en los tres, en caracteres grandes, figuraba la noticia de que se había descubierto a los autores del atentado de Milán y que el organizador era el ingeniero Giobbe Giopp, en colaboración con dos emigrantes afincados en París. Me defendí desesperadamente... Los ejemplares de los periódicos que me arrojaron ante los ojos eran falsos. Los tres inquisidores esperaban que, aterrorizados por esta noticia, hiciera quién sabe qué revelaciones.
Giobbe Giopp en el Manchester Guardian, 6 de diciembre de 1930.

### Relacionamiento con la policía política italiana
Posteriormente, según algunos antifascistas, Giopp comenzó a actuar como agente provocador en nombre de la policía italiana, el propio Ernesto Rossi señaló que en Francia "comenzó inmediatamente a sembrar la discordia entre los exiliados y argumentó que lo único se podía hacer eran los atentados terroristas”. Según Mimmo Franzinelli, en cambio, Giopp, para escapar, fingió aceptar la propuesta del jefe de la OVRA, Guido Leto para infiltrarse en los antifascistas. Sin embargo, una vez en el extranjero rompió los pactos y retomó plenamente su actividad antirrégimen. Junto con el exdiputado Cipriano Facchinetti fundó un pequeño grupo republicano, la Giovane Italia: Facchinetti se ocupó de la línea política, Giopp preparó acciones demostrativas a través de ataques. Montó un laboratorio en los suburbios de París para preparar explosivos y colaboró con Domenico Bovone. Según Franzinelli, Giopp en realidad estaba estrictamente controlado por la policía fascista a través de varios agentes dobles. De hecho, su actividad terrorista fue utilizada en varias ocasiones para desacreditar a los exiliados.

### Participación en la Guerra Civil Española
En 1937 tomó parte en la Guerra Civil Española. En particular, Giopp junto con Umberto Tommasini, Giovanni Fontana y Alfredo Cimadori, intentaron en vano socavar los barcos franquistas anclados en Ceuta. Pero incluso en España su actividad fue tan controvertida que el historiador Gaetano Salvemini tildó a Giopp de uno de los espías más peligrosos enviados por la policía secreta italiana. Por otro lado, a Salvemini le pareció que: "desde octubre de 1935 hasta julio de 1939 había recibido una importante remuneración mensual de un funcionario de la embajada italiana en París en nombre del Ministerio de Prensa y Propaganda". En 1941 unos anarquistas que regresaban de España fueron confinados en Ventotene donde también estaba Ernesto Rossi y le dijeron a este último que un tribunal comunista había condenado a muerte tanto a Giopp como a su amigo Alfredo Cimadori por traición, pero que al final se salvarían mediante la intervención de la masonería francesa y española.

### Últimos años y llegada a México
De regreso en Francia, según las acusaciones que se le imputan, todavía realizó actividades de espionaje durante algún tiempo hasta que en 1938 emigra a México, donde emprende la carrera de ingeniero. Después de la guerra, según el historiador Mimmo Franzinelli, Giopp presentó una demanda contra Rossi y Salvemini para defenderse de la acusación de haber sido un espía: en esa ocasión, según Franzinelli, habría logrado demostrar que el espía, en realidad, fue el periodista cuasi homónimo Mirko Giobbe, quien fuera más tarde director del periódico La Nazione de Florencia durante la República Social Italiana.